# グイード・クロセット
グイード・クロセット (イタリア語: Guido Crosetto) は、イタリアの政治家、実業家。2022年10月よりイタリア国防大臣を務める。

## 経歴
クロセットはピエモンテ州クーネオの実業家一家の出身である。父親の死後、クロセットはトリノ大学で経済学の勉強を終えることができなかった。大学在学中、彼はキリスト教民主党の青年団のメンバーとなり、1988年、25歳でジョヴァンニ・ゴリーア首相の経済顧問となった。
1990年5月28日から2004年6月14日まで、クロセットはマレーネ市長を3期務めた。2001年イタリア総選挙では、アルバ小選挙区より出馬し、得票率49%で代議院議員に選出された。2006年イタリア総選挙でも再選し、ベルルスコーニ率いる自由の人民に入党。2008年から2011年まで、第4次ベルルスコーニ内閣で国防次官を務めた。

### イタリアの同胞
2011年11月、ベルルスコーニが辞任した後、クロセットは緊縮財政派の経済学者マリオ・モンティ率いる新内閣の結成を批判した。2012年12月、彼はジョルジャ・メローニ、イグナツィオ・ラ・ルーサとともに、自由の人民とモンティ内閣に反対する政党「イタリアの同胞」を設立した。2012年12月20日から2013年4月4日まで、クロゼットは同党の党首を務めた。

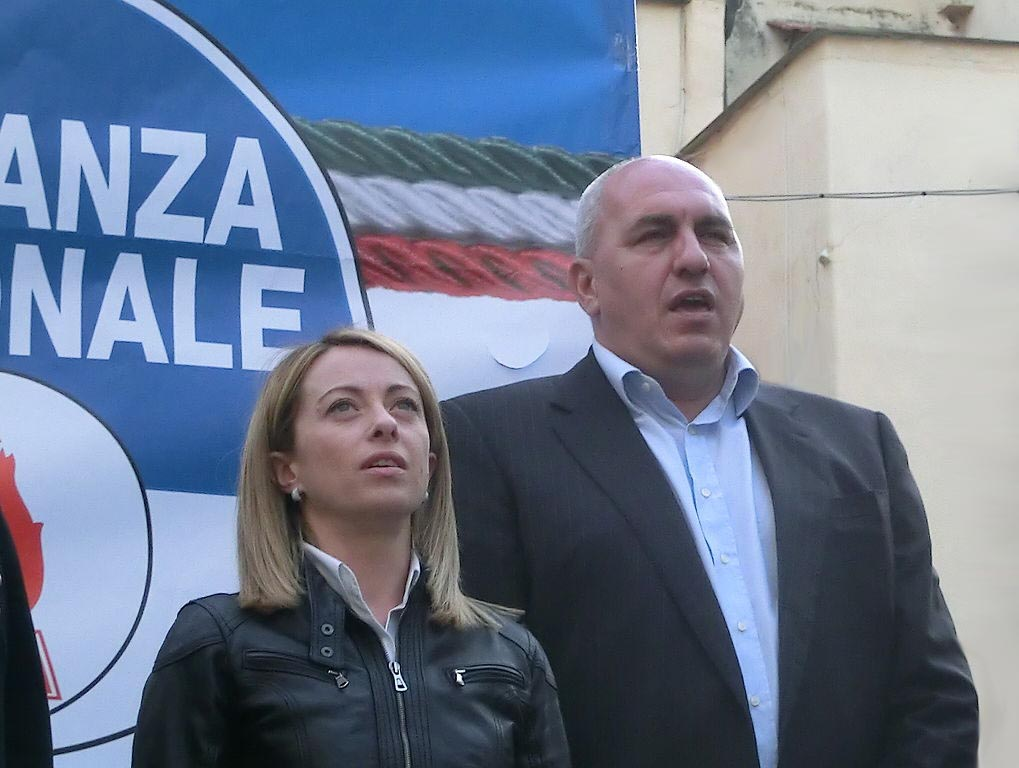
イタリアの同胞の集会で演説するクロセットとメローニ

クロセットは元老院議員候補だったが、2013年イタリア総選挙では当選できなかった。翌年、クロセットはイタリアから2014年欧州議会議員選挙に立候補したが、所属していた自由の人民の得票数がイタリアの欧州議会選挙で定められた4%の基準を超えなかったため落選した。同日、クロセットは自由の人民のピエモンテ州知事候補として2014年ピエモンテ州選挙に出馬し、ベルルスコーニの自由の人民が率いる中道右派連合から単独で立候補した。選挙では、クロセットは5.2%の票しか獲得できず、4位で落選した。2014年の選挙で敗北した後、クロセットは2014年9月に政界を引退した。
政界引退後、クロセットはコンフィンドゥストリア会長に任命された。
クロセットは、ロンバルディア州の自由の人民と自由社会党の元党員で実業家のダニエラ・サンタンチェ議員が2017年12月にメローニの自由社会党に入党したことを機に政界に復帰した。2018年イタリア総選挙では代議院議員に選任された。しかし、クロセットは実業家を続けるため2019年3月13日に議員を辞任した。
2020年4月、主に海軍艦艇の建造を手掛けるオリゾンテ・システミ・ナヴァリの会長に任命された。

### 国防大臣

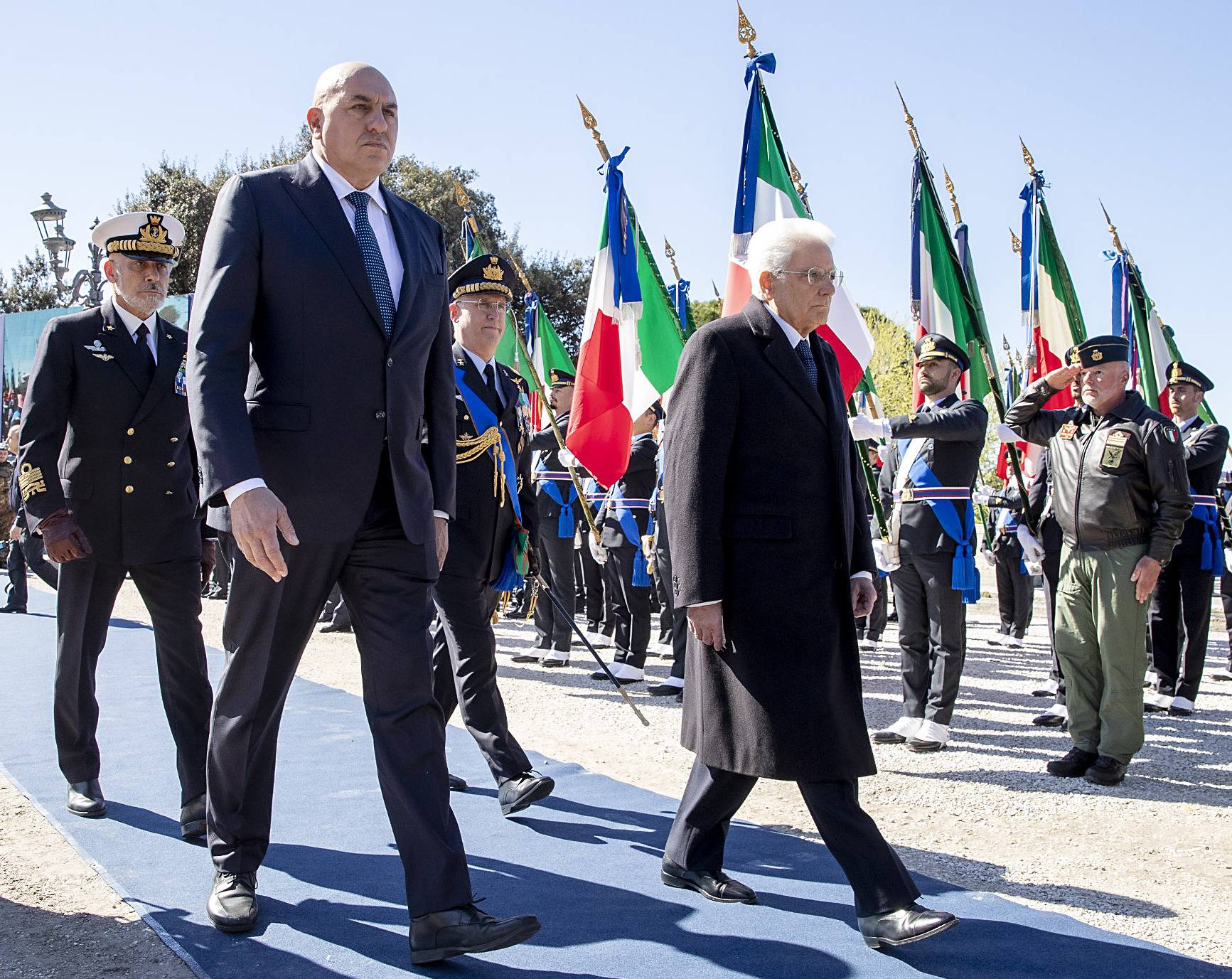
2023年、セルジョ・マッタレッライタリア大統領と

2022年イタリア総選挙にて、イタリアの同胞は第1党となり、メローニが首相に就任した。クロセットは選挙に立候補はしなかったが、イタリアの同胞と党首メローニのために選挙運動を行った。2022年10月22日、クロセットはメローニ率いる内閣の国防大臣に任命された。
国防大臣として、クロセットはロシアによるウクライナ侵攻に対するウクライナの最も声高な支持者の一人となった。2023年2月、クロセットはウクライナの戦争は「自由のための戦い、国際法のための戦い、ヨーロッパのための戦い」であると述べた。さらに、ウォロディミル・ゼレンスキー政権へのNATOの軍事支援が、もし「ロシアの戦車がキーウに到達」していたら避けられなかったであろう第三次世界大戦の勃発を防いだと付け加えた。 これらの発言により、元大統領ドミトリー・メドベージェフはクロセットを「愚か者」と呼び、ワグネル・グループの創設者エフゲニー・プリゴジンはクロセットを激しく侮辱した。2023年3月15日、イタリアの新聞イル・フォリオは、ワグネル・グループがクロセットに1500万ユーロの賞金をかけたと報じた。
また、クロセットはドイツ首相オラフ・ショルツが推進した移民政策を頻繁に批判した。
2024年5月、クロセットはガザ地区でのラファの攻撃におけるイスラエルの行動を批判した。数日後、クロセットはロシア国内での攻撃に西側諸国から供給された兵器を使用することに反対を表明し、「即時停戦を交渉し、今後数ヶ月以内に和平交渉を開始する可能性を残しておく」必要があると強調した。
2024年10月10日、イスラエル軍はイタリア派遣軍がいたアンナクーラのUNIFIL主要基地を含む南レバノンのUNIFIL拠点3か所に発砲した。攻撃により、アンナクーラのUNIFIL司令部と基地間の通信拠点テムが損傷した。クロセットは攻撃を「戦争犯罪の可能性がある」と表明し、イタリア軍が活動するUNIFIL基地で発生した事件について駐イタリアイスラエル大使を呼び出した。また、ヨアブ・ガラントイスラエル国防相と連絡を取り、イタリア軍とUNIFIL基地の安全の保証を求めて協議と抗議を行った。

## 栄典
- ヤロスラフ賢公勲章（英語版） - ウクライナ大統領ウォロディミル・ゼレンスキーより2025年1月16日[25]
- メリット・メリテンシ剣付き大十字章 - マルタ騎士団長ジョン・ティモシー・ダンラップより2024年4月24日[26]
- イタリア共和国功労勲章(Commendatore) - イタリア大統領ジョルジョ・ナポリターノより2014年12月27日[27]